# جوليان واتس
جوليان واتس (بالإنجليزية: Julian Watts)‏ هو لاعب كرة قدم بريطاني في مركز الدفاع، ولد في 17 مارس 1971 في شفيلد في المملكة المتحدة. لعب مع شروزبري تاون وشيفيلد وينزداي وليستر سيتي ونادي بريستول سيتي ونادي بلاكبول ونادي روذرهام يونايتد ونادي كرو ألكساندرا ونادي لوتون تاون ونادي لينكولن سيتي وهدرسفيلد تاون.

## وصلات خارجية
- جوليان واتس على موقع قاعدة بيانات كرة القدم.إي يو (الإنجليزية)
- جوليان واتس على موقع Soccerbase.com (لاعب) (الإنجليزية)
- جوليان واتس على موقع عالم كرة القدم.نت (الإنجليزية)